# Guaimar IV de Salerne
Guaimar IV de Salerne (né vers 1013 et assassiné le 3 juin 1052) il fut prince de Salerne (1027-1052), duc d'Amalfi (1039-1052), duc de Gaète (1040-1041), et prince de Capoue (1038-1047). Pendant la période de 1027 à 1052, il est un protagoniste essentiel de la fin de la domination de l'empire byzantin et du commencement de la conquête normande de l'Italie du Sud.

## Premières années
Guaimar IV né vers 1013, il est le fils aîné de Guaimar III de Salerne et de son épouse Gaitelgrime, fille de Pandolf II de Bénévent. Son demi-frère aîné fils de Porpora de Tabellaria, Jean III est associé au trône en octobre 1015. Lorsqu'il meurt en 1018, Guaimar devient co-régent en septembre. En 1022, l'empereur germanique Henri II fait campagne dans le sud de l'Italie contre les Byzantins et envoie l'archevêque Pilgrim de Cologne, attaquer Pandolf IV de Capoue, surnommé le « Loup des Abruzzes » et Guaimar III Salerne. Pandolf est capturé et Guaimar fait sa soumission en envoyant son fils le jeune Guaimar comme otage. L'Empereur le confie au Pape Benoit VIII et il est relâché. Guaimar IV succède à son père comme prince de Salerne en avril 1027 à l'âge d'une quinzaine d'années et vraisemblablement sous la régence de sa mère Gaitelgrime. L'objectif du règne du nouveau prince sera de prendre le contrôle du tiers sud de la péninsule Italique.

## Conquêtes
En 1037, Guaimar IV réclame habilement l'arbitrage des empereur germanique et byzantin afin de mettre fin à l'extension de la puissance de Pandolf IV de Capoue. Voyant l'évolution défavorable de la situation Rainulf Drengot, ancien vassal de Naples puis de Pandolf IV, choisit de faire défection et transfère son hommage à Guaimar IV de Salerne. C'est ainsi que ce dernier entre en relations avec les Normands dans le sud de l'Italie.
Les forces de l'empereur grec Michel IV sont immobilisées par des soulèvements dans les Balkans ce qui lui interdit d'envisager une quelconque action d'envergure. Par contre l'empereur Conrad II du Saint-Empire accepte avec empressement l'invitation du Lombard et organise au printemps  de 1038 une descente dans le sud de l'Italie. Il demande et obtient des otages de Pandolf IV mais les otages s'enfuient et Capoue est rapidement assiégée et prise. Après avoir pris le contrôle de la principauté, Conrad II décide de la donner à Guaimar IV en mai 1038, ce dernier réclame alors un titre de noblesse pour son nouveau vassal normand ce qui lui est accordé et Rainulf devient officiellement comte d'Aversa et vassal du prince de Salerne.
Guimar IV s'empare rapidement de cette nouvelle principauté et le 15 août, il conquiert Rocca Vandra et le donne à l'abbaye du mont Cassin. Pendant ce temps les Normands d'Aversa pacifient la vallée du Sangro. Après la fuite de Pandolf à Constantinople, Guaimar s'intéresse à Amalfi. En avril 1039, après la déposition et l'énucléation de Manso II, Guaimar oblige son fils Jean II et sa mère Marie sœur de Pandolf à l'abdication et à l'exil. Guaimar s'y installe comme duc Puis en juillet il conquiert Sorrente, contrôlée par Pandolf depuis 1034. Il la donne à son frère cadet Guy avec le titre de duc. Il reçoit également l'hommage féodal du duc Jean V de Naples qui avait demandé la médiation de Constantinople en 1037. Dans le nord il s'empare de Comino, Aquino, Traetto en mai 1039, Venafro en octobre 1040, Pontecorvo, et Sora. En juin 1040, il prend Gaète qui avait été conquise par Pandolf IV en 1032. Après octobre 1041, Guaimar cesse d'apparaître dans les actes de Gaète et il semble qu'il ait été remplacé par un usurpateur populaire lié à l'ancienne dynastie nommé Léon. En décembre 1042, cependant, Gaète est détenue par Rainulf, pour le compte de Guaimar.

## Alliance avec la famille de Hauteville
Peu après, Guaimar IV entre en relation avec la famille de Hauteville. Les Byzantins qui n'avaient pas été en mesure de donner suite à la demande d'aide de Guaimar IV décident de préparer une grande expédition contre les musulmans de Sicile sous la conduite de Georges Maniakès. Guaimar IV sollicité comme vassal par les Byzantins leur envoie un détachement de 300 Normands sous le commandement d'un Lombard Arduin et un certain Guillaume d'Hauteville récemment arrivé du Cotentin en Italie du sud et qui du fait de sa vaillance dans les combats en Sicile, reçoit son surnom significatif de « Bras de Fer ».

## Duc des Pouilles et de Calabre
L'expédition, faute de moyens financiers, n'enregistre que des succès mitigés et les Normands regagnent l'Italie où il se joignent à la révolte des Lombards menée par Arduin qui s'était fait nommer gouverneur de Melfi. Les Normands envahissent les Pouilles avec le soutien de Guaimar IV au printemps 1041. Le Catapan Michel Dokeianos vaincu s'enfuit à Bari et Melès, fils d'Argyros le chef d'une précédente révolte en 1029, est proclamé chef des Lombards et des Normands en février 1042. En septembre 1042, les Normands élisent Guillaume Bras-de-Fer comme comte de Pouilles avec l'accord tacite de Guaimar IV, en pleine opposition avec l'empire byzantin. Guaimar se fait alors lui aussi acclamer au début de 1043 « Duc des Pouilles et de Calabre ». Fin 1042 début 1043 lors du partage de Melfi, Guaimar IV décide d'investir Guillaume Bras-de-Fer de toutes les terres byzantines « conquises et à conquérir ». Les territoires d'Apulie conquis sont partagés entre les Normands. Guillame s'octroie Ascoli et son frère Drogon Venosa, Gauthier fils d'Ami reçoit Civitate son frère Pierre Trani et Asclettin Acerenza. Guaimar donne également à Guilaume comme épouse une de ses nièces Guida fille de Guy de Sorrente et il lui concède aussi Melfi en fief afin que Guillaume devienne son vassal.

Principauté de Salerne (1039-1047).

Guillaume devient alors complètement indépendant de Rainulf Ier d'Aversa comte des Normands de Campanie qui reçoit de son côté la souveraineté sur Siponto et sur le Gargano anciens territoires byzantins. Toutefois le fondement juridique de l'organisation féodale mise en place par Guaimar IV est faible puisqu'il ne détient son titre ducal que par acclamation et que c'est en vertu de ce titre qu'il a lui-même inféodé Melfi à son vassal Guillaume ce qui ne sera pas sans poser de problèmes postérieurement avec l'empereur germanique. En 1044, Guaimar IV et Guillaume commencent à envahir la Calabre où ils bâtissent le grand château de Squillace.
Rainulf Ier, qui tenait Aversa, à l'origine comme fief du duché de Naples, meurt en juin 1045. Son comté est dévolu avec l'accord de Guaimar IV, à son neveu Asclettin. À la fin de la même année après la mort d'Asclettin, Guaimar tente d'imposer un comte de son choix en la personne d'un certain Raoul. Ce dernier est chassé par les Normands qui font appel fin 1045 début 1046 à un cousin d'Asclettin nommé Rainulf Trincanocte. Ces querelles de succession donnent l'occasion au comté d'Aversa de restituer son allégeance à Pandolf IV de Capoue, revenu de son exil à Constantinople. La guerre avec Pandolf reprend de 1042 à 1047. Guaimar IV afin de renforcer sa position, reconnaît comme successeur à Guillaume Bras-de-Fer qui meurt lui aussi fin 1045 ou début 1046 son frère Drogon de Hauteville à qui il accorde en 1046 sa fille aînée Gaitelgrime en mariage.

## Revers
La puissance de Guaimar IV est également remise en cause par l'expédition menée par l'empereur Henri III du Saint-Empire en Italie de 1047 Ce dernier s'était fixé comme objectif de mettre fin aux désordres de la Papauté où trois papes se disputaient le titre et de rétablir la discipline chez ses vassaux. L'empereur reçoit tous les dynastes lombards ou normands à Capoue. Largement gratifié, par Landolf IV qui contrôlait encore quelques places fortes, et afin d'affaiblir la position de Guaimar IV, Henri III décide de rendre Capoue à Pandolf et de placer le comté d'Aversa et Melfi sous sa suzeraineté directe il prive ainsi Guaimar IV de ses droits féodaux sur l'Apulie et la Calabre. En 1048, Pandolf IV de Capoue est de nouveau en guerre contre Guaimar IV. C'est alors qu'à la mort de Rainulf Trincanocte, Herman son fils mineur lui succède cette situation nécessite la nomination d'un régent. Le premier  Guillaume Bellebouche, échoue dans sa mission. Richard Drengot, un frère d'Asclettin est détenu dans une prison de Melfi par Drogon pour s'être soulevé contre lui. Guaimar IV négocie sa libération et le conduit à Aversa, où il exerce le pouvoir d'abord comme régent en 1049 puis comme comte de plein droit. Guaimar IV rétablit ainsi sa suzeraineté sur Aversa.

## Meurtres
Les habitants de Bénévent terrorisés par les Normands se donnent à Léon IX en mars et lors du synode tenu dans la cité en juillet 1051, le Pape, exige de Guaimar IV et de Drogon qu'ils respectent les domaines contrôlés par le Saint-Siège. Peu après Drogon est assassiné le 10 aout 1051 probablement à la suite d'un complot byzantin. Guaimar entre ensuite en conflit avec les marchands amalfitains qui sont lourdement imposés par le prince de Salerne. Les navires d'Amalfi bloquent les côtes et Guaimar IV ne conserve qu'un petit nombre de partisans. Une conjuration est tramée dans sa propre famille. Le 2/3 juin 1052 alors que Guaimar IV se promenait sur le rivage non loin d'Amalfi il est à son tour assailli par les frères de son épouse Gemma et tombe frappé de 36 coups de poignard. Le frère de Guaimar, Pandolf de Capaccio est également tué mais Guy de Sorrente s'échappe alors que les sœurs et nièces de Guaimar sont emprisonnées. Les beaux-frères s'emparent de Salerne et élisent l'aîné d'entre eux prince sous le nom de Pandolf III de Salerne.
Guy de Sorrente s'enfuit chez les Normands d'Aversa réclamer leur aide. Rapidement les quatre conspirateurs sont assiégés dans Salerne par une importante force normande et l'armée de Guy. Les familles des assassins tombent entre les mains de leurs ennemis et des négociations débouchent sur la libération de Gisolf II de Salerne, proclamé prince le 10 juin. Guy accepte leur reddition peu après et promet de leur laisser la vie sauve. Les Normands cependant ne s'estiment pas engagés par le serment de Guy et ils massacrent les quatre frères et 36 personnes de leurs suite, une pour chacun des coups de poignard trouvés sur le corps de Guaimar selon le chroniqueur Aimé du Mont-Cassin C'est ainsi que les Normands ont témoigné leur loyauté à Guaimar IV même après sa mort.

## Unions et postérité
Guaimar IV contracte vraisemblablement deux unions :
1) avec une Purpura morte avant 1032 dont : 
- Jean IV prince corégent de Salerne en septembre 1037 mort en 1042 après « un règne de 4 ans et 9 mois »[14],
- Gaitelgrime née vers 1030 épouse en 1046 Drogon de Hauteville, puis en 1052 Robert de Lucera comte de Gargano et enfin un certain comte Alfred ;

2) vers mars 1032 avec Gemma (morte vers 1070) fille de Pandolf VI de Capoue ou du prince Laidolf (mort en 1046), dont huit enfants :
- Gisolf II de Salerne corégent en mars 1042,
- Landolf mort après 1092 épouse Émilie de Gaète,
- Guy mort en 1075,
- Jean mort après 1095/1100,
- Guaimar mort après 1076,
- Sykelgaite épouse en 1058 Robert Guiscard,
- Gaitelgrime épouse en 1077 de Jourdain Ier d'Aversa,
- fille anonyme.